# 保険監督者国際機構
保険監督者国際機構（ほけんかんとくしゃこくさいきこう、英語: International Association of Insurance Supervisors、略称：IAIS）は、スイスに事務局を置く、保険監督者の国際機関。国際保険監督基準の策定等を行う。

## 概要
1994年に保険監督者により組織される国際機関として設立された。約140カ国が参加し、国際的な連携・協調や、保険コアプリンシプル等国際保険監督基準策定、新興国支援等を行う。事務局はバーゼルの国際決済銀行内に置かれている。最高意思決定機関として、25カ国が参加する執行委員会が設置されており、1998年からは日本国も参加している。執行委員会の下に設置されている金融安定・専門委員会で監督基準策定等が行われる。

## 主な日本からの参画者

### 委員会議長等
執行委員会 副議長
- 山崎達雄（2008-2010）
- 早﨑保浩（2010-2012）

執行委員会 共同副議長
- 森成城（2012-2014）
- 浜野隆（2014-2016）
- 太田浩（2016-2019）
- 飛彈則雄（2019-）

専門委員会 副議長
- 大久保良夫（2000-2002）

会計小委員会 議長
- 天谷知子（2005-2006）

ガバナンス・コンプライアンス小委員会 議長
- 知原信良（2008）

### 事務局
事務局長
- 河合美宏（2003-2017）

事務局次長
- 河合美宏（1998-2003）

事務局員
- 大久保亮（2002-2006）
- 来住慎一（2006-2009）
- 宮本孝男（2009-2011）
- 和田良隆（2011-2013）
- 藤岡康治（2011-2013）
- 小林晋也（2013-2017）
- 齊藤剛（2013-2017）
- 亀川由希子（2017-2019）
- 廣瀬大祐（2017-2019）